# Чапай (опера)
«Чапа́й» («Чапа́ев») — опера Б. А. Мокроусова в 3 действиях (6 картинах). Либретто оперы написано Б. А. Мокроусовым и Г. В. Добржинским по мотивам романа Д. А. Фурманова «Чапаев». Премьера оперы состоялась 14 ноября 1942 года в Музыкальном театре имени Станиславского и Немировича-Данченко (Москва).

## История
Работу над оперой «Чапай» композитор Б. А. Мокроусов начал в 1936 году, сразу после окончания Московской консерватории. При работе над либретто оперы композитор неоднократно встречался с участниками Гражданской войны, беседовал с Марией Поповой (прототипом Анки), полковником Николаем Хлебниковым, сослуживцами В. И. Чапаева. Помимо романа Д. А. Фурманова, Мокроусов ознакомился с различными рассказами о Чапаеве, а также с музейными материалами. По словам Мокроусова, он создавал образ Чапаева «как чистый, светлый образ борца за дело пролетарской революции, имевшего большое человеческое сердце». В романе Фурманова упоминается, что Чапаев ни дня не мог прожить без песни, и поэтому в основу оперы легли русская народная музыка и волжские песни, которые он так любил. «Эти песни пронизаны замечательной лирикой, сменяющейся лихим, безудержным весельем», — говорил композитор. К 1940 году первоначальный вариант оперы на либретто, написанное совместно с И. Л. Прутом, был готов. В нём было 4 акта и 6 картин. Оперу намеревались поставить на сцене Музыкального театра имени Станиславского и Немировича-Данченко в 1941 году, к 23-летней годовщине образования РККА. Постановку оперы готовили главный режиссёр театра И. М. Туманов, художник С. И. Иванов и дирижёр К. К. Иванов.
В 1942 году Б. А. Мокроусов вместе с Г. В. Добржинским переделал либретто оперы и написал клавир. Премьерный показ был запланирован в театре имени Станиславского и Немировича-Данченко в дни празднования 25-летия Октябрьской революции. Режиссёр И. М. Туманов писал: «В суровые дни ожесточённой борьбы с немецкими захватчиками образ Чапаева служит нам примером горячей и беззаветной любви к родине, преданности своему народу, верности воинскому долгу и стойкости». Спектакль репетировался несколькими составами: партию Чапаева готовили М. Воскресенский, Н. Михеев, М. Щеглов и В. Якушенко; Фурманова — С. Дейниченко, И. Петров, П. Мокеев и Ю. Юницкий. Петьки — А. Орфёнов, Н. Пермяков, Н. Тимченко и В. Якушенко; Анки — М. Мельтцер, А. Кузнецова и Ю. Прейс; Ольги — М. Гольдина, Е. Пучкова и Т. Янко; полковника Бородина — В. Георгиевский, С. Николау; Денщика Потапова — А. Детисов, А. Степанов и Фомин; предателя Беркута — Д. Бедросьян и С. Николау. Режиссёрами спектакля стали Ю. Лоран и М. Степанова, дирижёром — Е. Акулов, хормейстером — А. Степанов, художником — Б. Волков, балетмейстером — В. Бурмейстер. Художник Б. Волков оформил спектакль в строго реалистичной манере, стремясь показать красоту русской природы. По его же эскизам были также изготовлены костюмы. Премьера оперы состоялась 14 ноября 1942 года. Вскоре Государственным музыкальным издательством был выпущен сборник отрывков из оперы, в который вошли песня Петьки, ариозо Анки, ария Фурманова, дуэт Петьки и Анки, хор и пляска чапаевцев, сцена прощания Чапаева с Фурмановым, кавалерийская песня и песня Чапаева с хором.
В 1957 году Б. А. Мокроусов посетил Чебоксары, намереваясь организовать постановку оперы «Чапаев» в местном театре. Готовясь к постановке оперы, представители Чувашского музыкально-драматического театра изучали исторические документы, беседовали с друзьями и родственниками Чапаева. Премьера оперы состоялась в 1962 году в присутствии автора. Партию Чапаева исполнил Трофим Серов, Петьки — Иван Калентьев, Анки — Валентина Дмитриева, Фурманова — Мефодий Денисов. Режиссёром оперы стал Б. С. Марков, художником — В. В. Гунько, хормейстерами — Л. В. Жирнова и Е. Т. Волкова, балетмейстером — В. Ф. Богданов, дирижёром — Л. К. Святославский. В том же году коллектив Чувашского театра приезжал на гастроли в Москву и показал оперу на сцене Кремлёвского театра.

## Содержание
По горам уральским, по степным долинам

Пролетают кони легче птичьих стай,

Пролетают с песней, с саблей золочёной,

Впереди отряда — боевой Чапай.
Опера начинается с жизнеутверждающей увертюры, выполненной в классической форме. В ней множество песен, дуэтов, ансамблей и симфонической музыки. Финальную картину оперы, показывающую гибель Чапаева, композитор называл симфонической поэмой.
Чапаев присутствует во всех картинах, кроме третьей. Одной из центральных тем оперы стали взаимоотношения Чапаева и Фурманова.

## Действующие лица
- Чапаев, начдив 25-й дивизии — драматический тенор
- Фурманов, комиссар — баритон
- Пётр Исаев, ординарец Чапаева — лирический тенор
- Анна, пулемётчица — лирическое сопрано
- Беркут, комполка — бас
- Потапова — меццо-сопрано
- Александр, сын Потаповой, боец дивизии Чапаева — тенор
- Трофим, сын Потаповой, ординарец Бородина — бас
- Титов, боец дивизии Чапаева — бас
- Панасюк, боец дивизии Чапаева — высокий бас или баритон
- Рыжий, боец дивизии Чапаева — тенор
- 1-й боец дивизии Чапаева — тенор
- 2-й боец дивизии Чапаева — бас
- 3-й боец дивизии Чапаева — баритон
- Бородин, полковник белоказачьих войск — баритон
- Ольга Туркасова, медсестра меццо-сопрано
- Есаул — характерный тенор
- Поручик — тенор
- Дама на балу — колоратурное сопрано
- Слепой старик — тенор
- Крестьянин-бородач — тенор
- Связист — баритон
- Поп — тенор
- Дьякон — бас
- Нищенка на паперти — сопрано
- Старый казак — бас
- Казак — баритон

Бойцы чапаевской дивизии, белоказаки, гости на балу, крестьяне.